# Wang Xin (bádminton)
Wang Xin (en chino: 汪鑫; Anshan, 10 de noviembre de 1985) es una deportista china que compitió en bádminton, en la modalidad individual.
Ganó dos medallas en el Campeonato Mundial de Bádminton, plata en 2010 y bronce en 2011. Participó en los Juegos Olímpicos de Londres 2012, ocupando el cuarto lugar en la prueba individual.

## Palmarés internacional
| Campeonato Mundial | Campeonato Mundial    | Campeonato Mundial | Campeonato Mundial |
| Año                | Lugar                 | Medalla            | Prueba             |
| ------------------ | --------------------- | ------------------ | ------------------ |
| 2010               | París (Francia)       | Medalla de plata   | Individual         |
| 2011               | Londres (Reino Unido) | Medalla de bronce  | Individual         |